# Настасовка (Полтавская область)
Настасовка (укр. Настасівка) — село, Хорольская городская община, Лубенский район, Полтавская область, Украина.
Код КОАТУУ — 5324885003. Население по переписи 2001 года составляло 189 человек.

## Географическое положение
Село Настасовка находится между сёлами Покровская Богачка и Ковтуны (1 км). Рядом проходят автомобильная дорога М-03 и железная дорога, станция Платформа 196 км в 2,5 км.

## История
Была приписана к Покровской церкви в Покровской Богачке.
Село Настасовка образавана из поселений: Анастасьевка и Крижанивка (Крежаневщина)

## Экономика
- Молочно-товарная ферма.